# Richard Robert Wagner
Richard Robert Wagner (* 10. Oktober 1888 in Troppau; † um 1941 auf der Insel Rab in Jugoslawien) war ein österreichischer Volksbildner, Gewerkschafter, Redakteur und Schriftsteller.

## Leben

### Familie
Richard Robert Wagner war das Kind von Moriz Wagner und seiner Frau Gold Gisela, geb. Ratzenschacher. Richard Wagner studierte ab 1906 Staatswissenschaften und Literatur an der Universität Wien. Er schloss sein Studium 1910 mit einer Dissertation über den Dichter Johann Fercher von Steinwand ab. 1915 heiratete er seine erste Frau Berta Marie Sobotik. Im Ersten Weltkrieg wurde er Oberleutnant der Reserve. Nach Kriegsende wurde er Julius Deutsch, dem Staatssekretär für Heerwesen, als Mitarbeiter zugeteilt. Während dieser Zeit freundete er sich mit seinem Kollegen Robert Musil an. Richard Wagner diente neben dem Physiker Fritz Zerner als Vorlage für die Figur des Sozialisten Schmeißer im Mann ohne Eigenschaften. 1920 traten Richard und Berta Wagner aus der Israelitischen Kultusgemeinde aus.

### Gewerkschaftsarbeit
1923 verließ er den Staatsdienst und ging nach Berlin. Er kehrte zwei Jahre später nach Wien zurück und wurde Redakteur von Der Aufstieg, der Zeitschrift der Gewerkschaft der Bekleidungsarbeiter. Er unterrichtete ebenfalls an der Wiener Gewerkschaftsschule, an Volkshochschulen, Partei- und Jugendschulen und in literarischen Fachgruppen. Wagner veröffentlichte außerdem Beiträge in etlichen Zeitungen und Zeitschriften: Arbeiter-Zeitung, Der Kampf, Bildungsarbeit. Blätter für sozialistisches Bildungswesen, Der freie Soldat, Arbeit und Wirtschaft, Der Sozialdemokrat. Sozialdemokratische Monatsschrift. Gemeinsam mit Käthe Leichter und Eduard Straas war er Mitarbeiter am 2. Band der Geschichte der österreichischen Gewerkschaftsbewegung von Julius Deutsch, welcher den Titel: Im Weltkrieg und in der Nachkriegszeit trug und 1933 erschien.

### Literarische Arbeit
Er schrieb Lyrik und Prosa. 1933 schloss er sich der Vereinigung sozialistischer Schriftsteller an. 1934 verlor er seine Anstellung bei der Gewerkschaftszeitung. Dank Viktor Matejka fand er Arbeit in der Wiener Arbeiterkammer. Seine Jugendgedichte aus dem Jahr 1908 und das Schauspiel Fieber, entstanden im März und April 1939, kam nach 1945 als Manuskripte an die Gewerkschafterin, Widerstandskämpferin und KZ-Überlebende Emma Mayerhofer. Sein letztes Buch, der Roman über Robert Owen, wurde nach seinem Tod veröffentlicht.

### Exil
Im November 1938 flüchtete er über Graz nach Jugoslawien und schloss sich der Partisanenbewegung an. Er stand in Verbindung mit dem Schauspieler Camil Taussig (Paul Tyndall), von dem die Nachricht stammt, dass Wagner auf der Insel Arbe als Führer der dortigen Partisanen, der einen Rettungstransport für Alte, Kinder und Flüchtlinge organisierte, bei der Bombardierung einer Hafenanlage den Tod fand. 

## Werke
- Der Klassenkampf um den Menschen, Berlin 1927
- Geschichte der Kleiderarbeiter in Österreich im 19. Jahrhundert und im ersten Viertel des 20. Jahrhunderts, Wien 1930
- Goldtauern, Wien 1935
- Robert Owen. Lebensroman eines Menschengläubigen, Zürich 1942

### Texte von Wagner
- Der Klassenkampf um den Menschen, 1927 (Auszug) im Herbert-Exenberger-Archiv der Theodor Kramer Gesellschaft.